# Тити
Тити (др.-егип. ti-i-i-t) — «великая жена» древнеегипетского фараона XX династии Рамсеса III и мать Рамсеса IV.
Долгое время было неясно, кем был муж Тити. Было предположение, что её мужем был Рамсес X, однако анализ гробницы показал, что она жила во время правления Рамсеса III, также он доказал, что она приходилась ему одновременно и сестрой.

## Гробница QV52
Могила Тити обозначена кодом QV52 в Долине цариц. Гробница была описана Шампольоном (номер 3), Лепсиусом (номер 9), Уилкинсоном (номер 12) и Хэем (номер 2). Гробница состоит из коридора, боковых комнат, зала и внутренней (погребальной) камеры.
В коридоре есть дверной проём, который ведёт к следующему участку коридора, который был описан как прихожая. Стены украшены изображениями божества, образующими пары: одно на северной стене, а другое — на южной. После сидящей крылатой богини Маат находятся изображения Птаха (Юг) и Тота (Север), которые представляют подземный мир, затем солнечных божеств Ра-Харахти и Атум, за ними следуют Имсет и Хапи, а также Дуамутеф, Кебехсенуф и четыре сына Гора. Парад божеств завершается Исидой и Нефтидой.
Также зал украшают божества-покровители. Включены, например, боги Херимаат и Небнеру («Повелитель ужаса»). Херимаат символизирует перерождение царицы Тити. Дверные проёмы в боковые комнаты (или пристройки) украшены стражами, отсылающими к Книге мёртвых. Вход в заключительную камеру украшен четырьмя сыновьями Гора: Имсет и Дуамутеф с южной стороны входа и Хапи и Кебехсенуф с северной стороны.
Украшения боковых комнат включают богов преисподней, изображения канопических сундуков и душ Пе и Нехен. Одна из боковых комнат также включает сцену, показывающую царицу в виде мужчины-священника Иунмутефа. Во внутренней комнате Тити снова появляется перед несколькими божествами. На задней стене изображён Осирис. Он восседает на троне, и ему помогают Тот, Нефтис, Нефтида и Серкет.
Гробница была повторно использована во время третьего переходного периода. Во внутренних палатах была вырыта яма, где в результате раскопок было обнаружено множество погребальных предметов, в том числе саркофаги и личные вещи.